# Данилевська-Милян Мирослава Володимирівна
Мирослава Володимирівна Данилевська-Милян (* 18 серпня 1953, Журавники Пустомитівського району Львівської області) — українська поетеса та письменниця, членкиня Національної спілки письменників України (2018 р.) та Спілки християнських письменників України.

## Біографічні дані
Мирослава Данилевська-Милян народилася 18 серпня 1953 року в сім'ї вчителя німецької мови та історії — Володимира Даниловича (*1915 — †1977) і вчительки хімії та біології Марії Яківни (до шлюбу Сахман; *1933 — †2014). У 1960—1968 роках Мирослава навчалась у Журавниківській восьмирічній школі, де її батько був директором. Середню освіту здобула у Львівській середній школі № 87 (1969—1970 роки), яку закінчила з відзнакою. З 1970 по 1971 рік працювала вчителькою фізкультури, співів, малювання і креслення у Журавниківській восьмирічній школі. 1971 року Мирослава Данилевська-Милян вступила на педіатричний факультет Львівського державного медичного інституту, який закінчила у 1977-му. З серпня 1977 року по липень 1978 року працювала лікаркою-інтерном у Дрогобицькій дитячій лікарні. З серпня 1978-го по травень 1982 року працювала педіатринею і головною лікаркою Свіржської лікарської амбулаторії, а далі — по травень 1985-го — районною педіатринею Центральної перемишлянської лікарні. По вересень 2003 року обіймала посаду дільничної терапевтки в Четвертій міській комунальній лікарні міста Львова, звідки вийшла на пенсію у зв'язку із сімейними обставинами.
З 1983 року одружена з Іваном Миляном (*1958). Має сина Василя (*1984) — інженера, дочку Анну (*1986) — фахівчиню в галузі телекомунікаційних технологій, сина Мирослава (*1988) — фінансиста за освітою й інженера, та дочку Марію (*1994) — економістку за освітою.

## Творчість
Вже з молодшого шкільного віку Мирослава Данилевська-Милян дуже цікавилася літературою, особливо поезією. Свій перший вірш «Зима» написала в 10 років.
Мирослава Данилевська-Милян навчалася на музичному факультеті Львівської духовної семінарії. Вона кладе на музику поезії — свої та інших авторів.
У березні 2009 року вступила до Української асоціації письменників Західного регіону імені Віталія Микульського. У листопаді 2015 року — до Спілки християнських письменників України. Членкиня НСПУ з 2018 року.
2013 року Мирослава Данилевська-Милян здобула перше місце на Третьому Всеукраїнському літературному конкурсі імені Володимира Дроцика за добірку поезій «Сонцечола княгиня». Дипломантка Всеукраїнського літературного конкурсу імені Леся Мартовича (2015), лауреатка Всеукраїнського поетичного конкурсу-фестивалю Я. Бузинного (2016), Всеукраїнського заочного християнського літературного конкурсу сатири і гумору (2017).

### Літературний стиль
Поет Володимир Кепич підкреслює виразність та метафоричність засобів поезії Данилевської-Милян: «…рідна хата відчиняє двері в світ», «…кольорів осені розірване намисто». ЇЇ творчості притаманні патріотичні мотиви: «…Нас ворог не зборов, бо є Надія, Віра і Любов». Виразна громадянська позиція поетеси відтінена гострою іронічністю, як-от у вірші про нуворишів: «…береги приватизовані, до неба паркан, так не жив турецький султан».
Поет Петро Шкраб'юк так характеризує творчість Мирослави Данилевської-Милян: 
| Я відкрив книжечку «Ватра хризантем» — і тут же поринув у світлий світ душі пані Мирослави; відсвіти цього світу озорили рядки поетки — і ці рядки виявились справжньою поезією. Себто я відкрив рукопис, а водночас відкрив небуденну творчу особистість. (…) Саме з подивування і починається поезія, а вона скрізь: і в мінливості природи, і в порах року, і в поранній троянді, що теж є одним з незчисленних Божих творінь, а тому викликає такі урочисті асоціації. Щодо метафор, то вони вияскравлюють чи не кожен вірш. У Мирослави весна «дзвінка, увінчана врочисто, під благодатними дощами, біжить босоніж в росах чистих до червня з мріями-думками». — Я виписав цілий компендіум таких виразистих троп. У поетки жасминові ліхтарики «тихенько мріють на долонях днів», а «перший дощ, як перст Господній, шлях показує весні»; вона ще в дитинстві «звіряла душу солов'ю», а тепер каже «відпускаю на волю пісні». У неї «зорі, як небесні очі» освічують «стежку дум», навіть зима «узгоджує свій хід на небесах»[2]. |

## Твори

### Поетичні збірки
- «Любов» (християнська поезія). — Львів, 2004
- «Небесні джерела». — Львів: ЗУКЦ, 2009
- «Світанкові дзвони». — Львів: Плай, 2010
- «Ой летіло лебедятко». — Львів: ЗУКЦ, 2012
- «Ватра хризантем». — Львів: ЗУКЦ, 2013
- «Королівська познака». — Львів: Панорама, 2014
- «Розбуди мене вранці» (поезії для дітей). — Дрогобич: Посвіт, 2017
- «Поетичні викрутаси» (пародії та усмішки). — Дрогобич: Посвіт, 2017
- Співавторка чотирьох колективних поетичних збірок:
  - «Поезія відкуплених сердець» (Львів, 2006)
  - «Антологія християнської поезії Галичини» (Рівне, 2011)
  - «Подяка Богу» (Тернопіль, 2014)
  - «Автограф» (Червоноград, 2015)
- «Звіряю душу солов'ю» (2018)
- «Маски і голоси» (2023)

### Інші публікації
- «Благовіст», львівська газета, періодичні публікації поезії
- «Нова неділя», львівська газета, публікація поетичних пародій
- «Гілка золотого каштана», літературний вісник Української асоціації письменників Західного регіону, періодичні публікації поезії та малої прози (образки, новели)
- «Гомін підгір'я», дрогобицький альманах, періодичні публікації поезії та малої прози
- Коректура поетичної збірки Ірини Кріль «У домі серця» (Львів, «Плай», 2014), передмова до цієї збірки
- Передмова до поетичної збірки «Злітають орли» Павла Ризванюка (Стрий, «Щедрик», 2016)
- «На межі небезпеки: Оповідки та образки». — Львів: ВД «Панорама», 2019. — 160 с.

## Нагороди
- 2013 — перше місце на Третьому Всеукраїнському літературному конкурсі імені Володимира Дроцика
- 2015 — диплом Всеукраїнського літературного конкурсу імені Леся Мартовича
- 2016 — диплом Всеукраїнського поетичного конкурсу-фестивалю імені Якова Бузинного
- 2017 — диплом Всеукраїнського заочного християнського літературного конкурсу сатири і гумору
- 2025 — Львівська обласна літературна премія імені Катерини Мандрик-Куйбіди

## Зовнішні зв'язки
- Українська християнська поезія (у мережі Facebook)
- Мирослава Данилевська-Милян. Сайт «Жінка-українка». Прочитано 02.06.2017 [Архівовано 23 листопада 2016 у Wayback Machine.]
- Вірші Мирослави Данилевської-Милян. Сайт «Українська християнська поезія». Прочитано 02.06.2017 [Архівовано 23 березня 2018 у Wayback Machine.]